# Obabakoak
Obabakoak es una obra de Bernardo Atxaga escrita originalmente en euskera y publicada en 1988. Fue la obra ganadora en 1989 del Premio Nacional de Narrativa otorgado por el Ministerio de Cultura y Deporte. 
Este libro recrea en sus cuentos un mundo mágico y mítico que invita a la reflexión literaria, y que trata con técnicas narrativas originales cuestiones de tipo universal. El libro se compone de varios cuentos, de los cuales la mayoría se sitúan en Obaba, una pequeña población vasca inventada donde la fantasía y la realidad se funden continuamente. Obabakoak, en euskera, significa 'los de Obaba'.
En realidad, en una acción marco ―un viaje hacia Obaba, a una reunión en la que se van a narrar historias― se insertan 26 relatos independientes que, sin embargo, también configuran un relato único. Enlaza así Atxaga con una tradición narrativa muy anterior, cuyos exponentes principales podrían ser Las mil y una noches, Los cuentos de Canterbury, el Decamerón o también El conde Lucanor y Calila e Dimna, aunque aquí se añade la fusión entre fantasía y realidad.
Es el libro en euskera de mayor éxito internacional y ha sido traducido a numerosos idiomas. La traducción al español es de 1989 y es responsabilidad del propio autor.
Existe una película basada en esta novela, titulada Obaba y dirigida por Montxo Armendáriz.